# Metoheksital
Metoheksital (łac. methohexitalum) – organiczny związek chemiczny, pochodna kwasu barbiturowego o krótkim czasie działania. Tak jak pozostałe pochodne tego kwasu, wykazuje działanie uspokajające, nasenne i przeciwdrgawkowe. Metoheksital używany jest do wywołania krótkotrwałego znieczulenia ogólnego. Działanie nasenne jest około trzykrotnie silniejsze od tiopentalu.